# Доба (Угорщина)
Доба (угор. Doba) — угорське село в повіті Девечер повіту Веспрем.

## Географічне розташування
Доба розташована за 15 кілометрів на північний захід від міста Айка та 17 км південніше від м. Папа. Ландшафтний і природний заповідник Сомло ( Somló Tájvédelmi Körzet ) розташований неподалік на південь.

## Пам'ятки
- Статуя Трійці ( Szentháromság-szobor ), створена в 1930 році
- Меморіальна дошка Іштвану Сечені, створена в 1995 році Арпадом Балінтом
- Статуя Діви Марії ( Fürdető Madonna ), створена Арпадом Балінтом
- Римо-католицька церква Святого Петра і Павла, побудована в 1779 році (бароко)
- Римсько-католицька каплиця Святого Мартона
- Замок Ердьоді ( Erdődy-kastély ), також замок Сомловар, з дендрарієм у замковому парку
- Герб ордену Паулінів ( A pálos rend címere ), створений Аліною Петраш

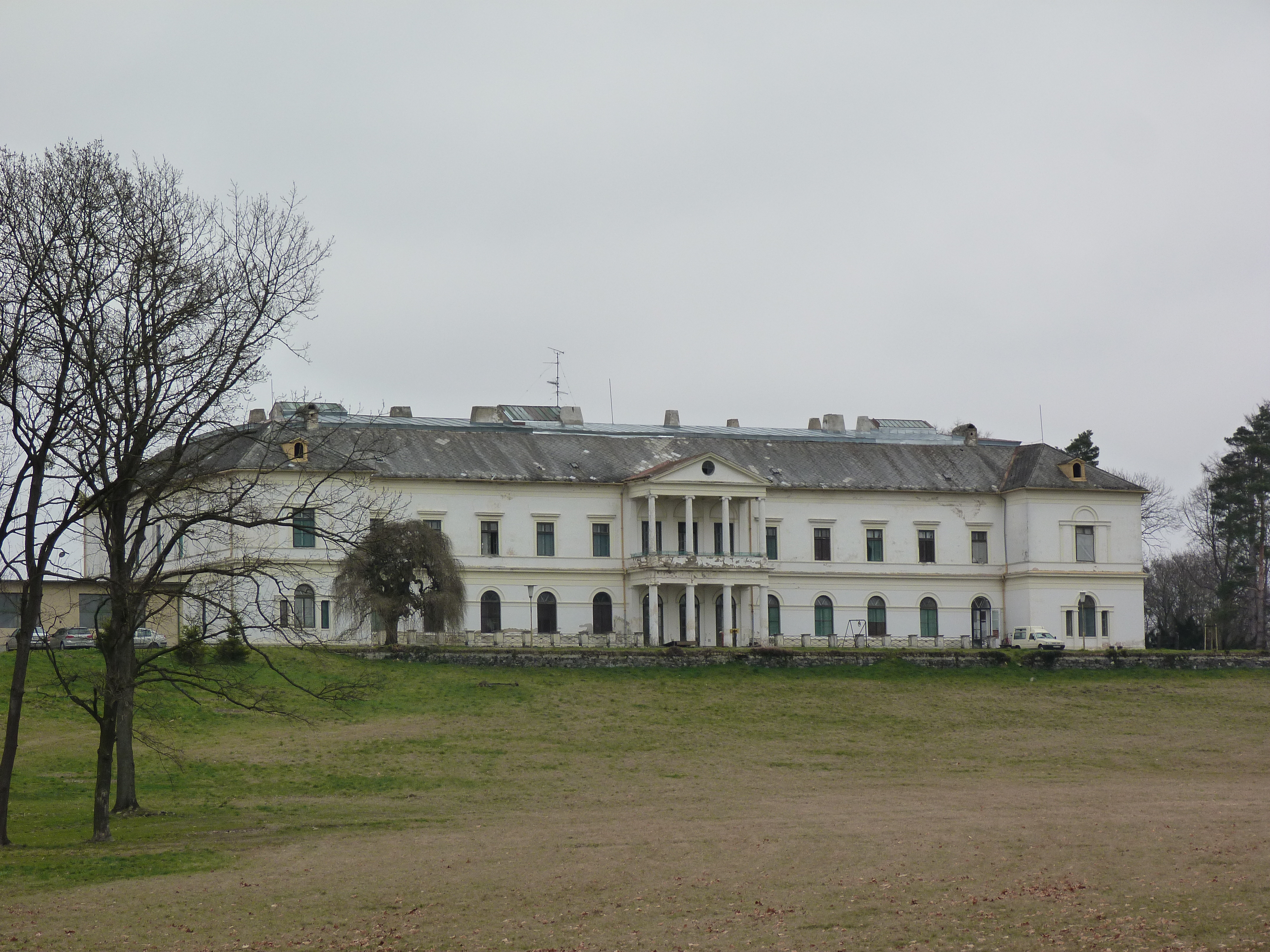
Замок Ердьоді
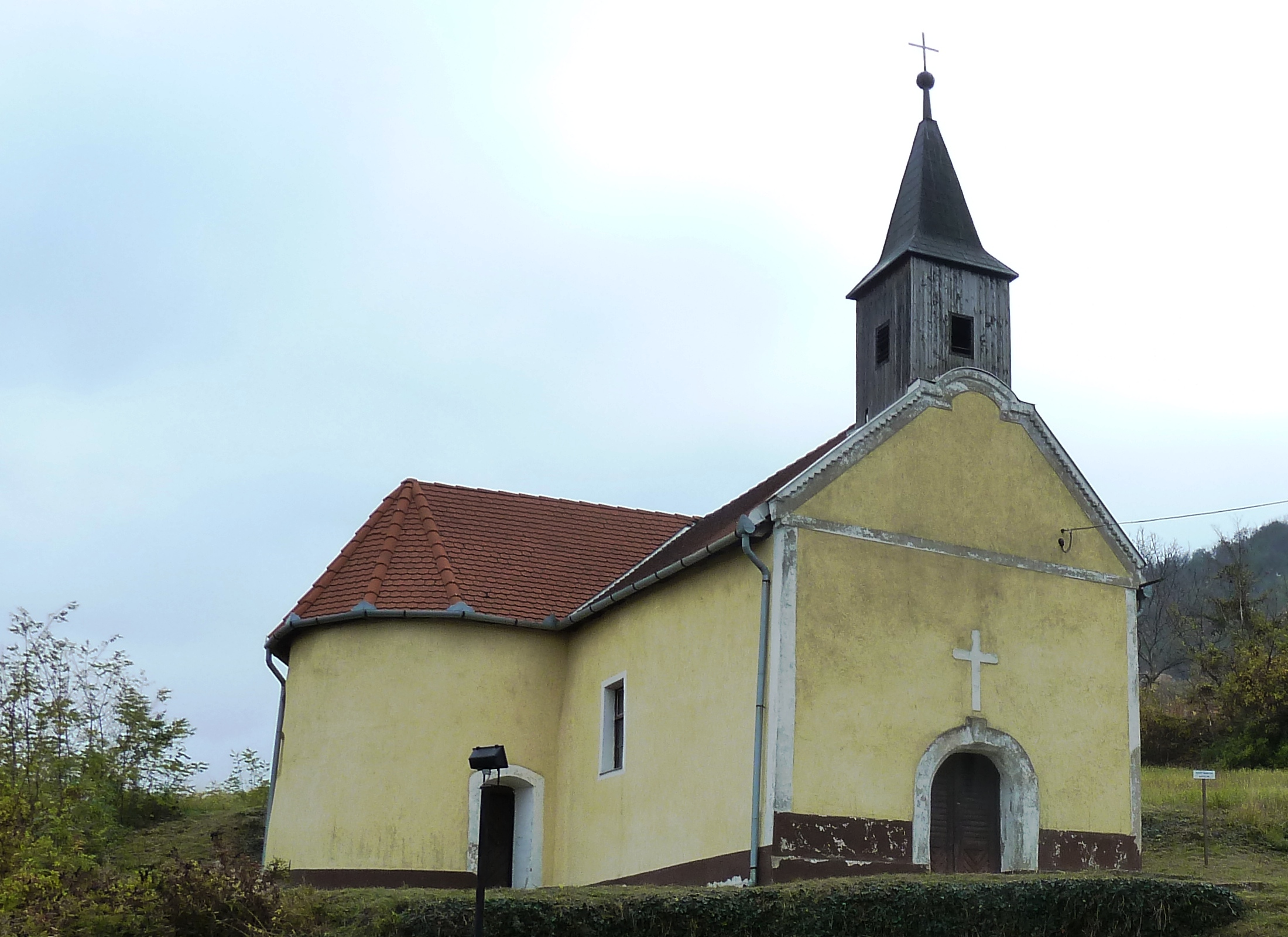
Римо-католицька каплиця Святого Мартона
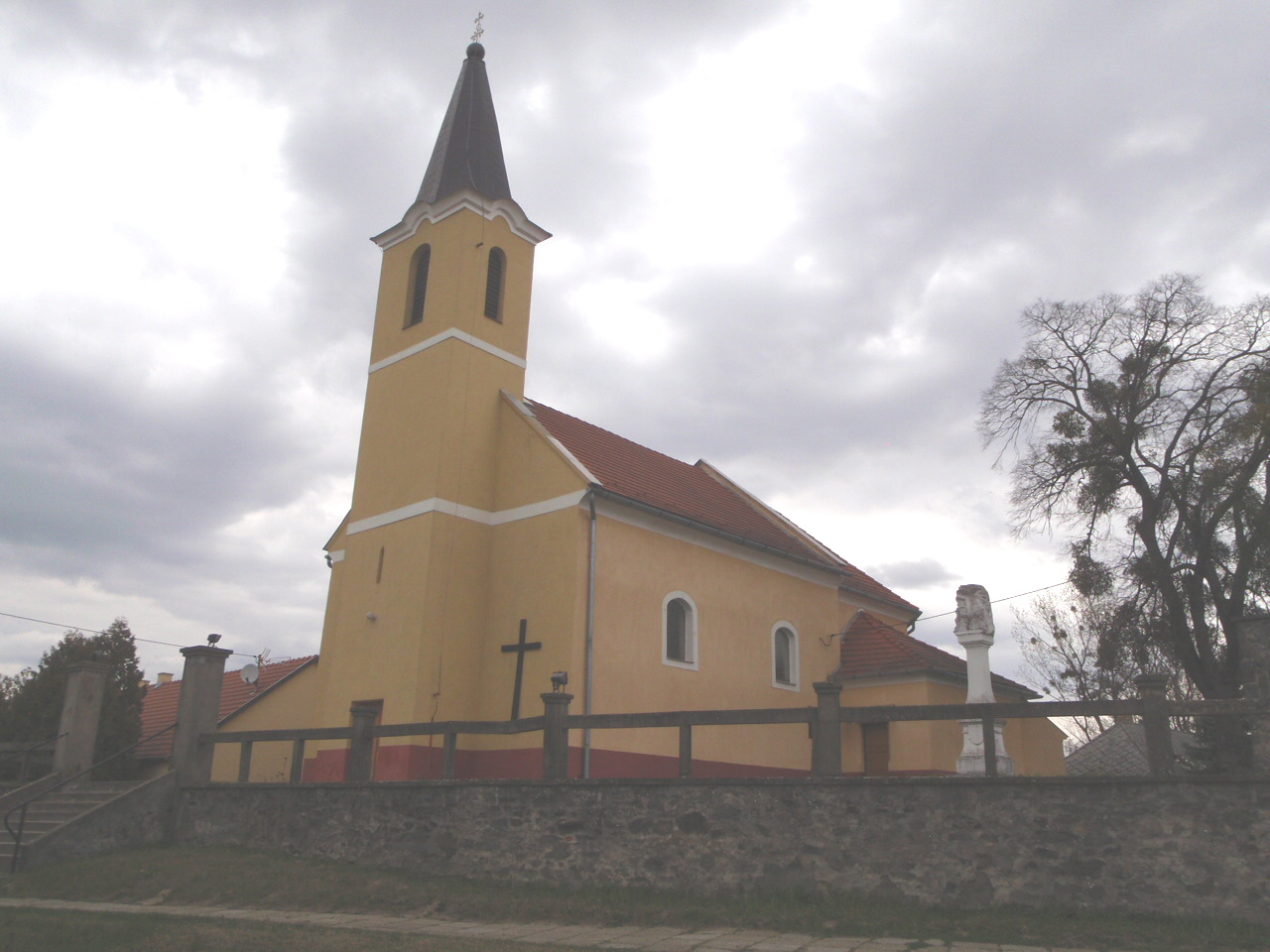
Римо-католицька церква Святих Петра і Павла
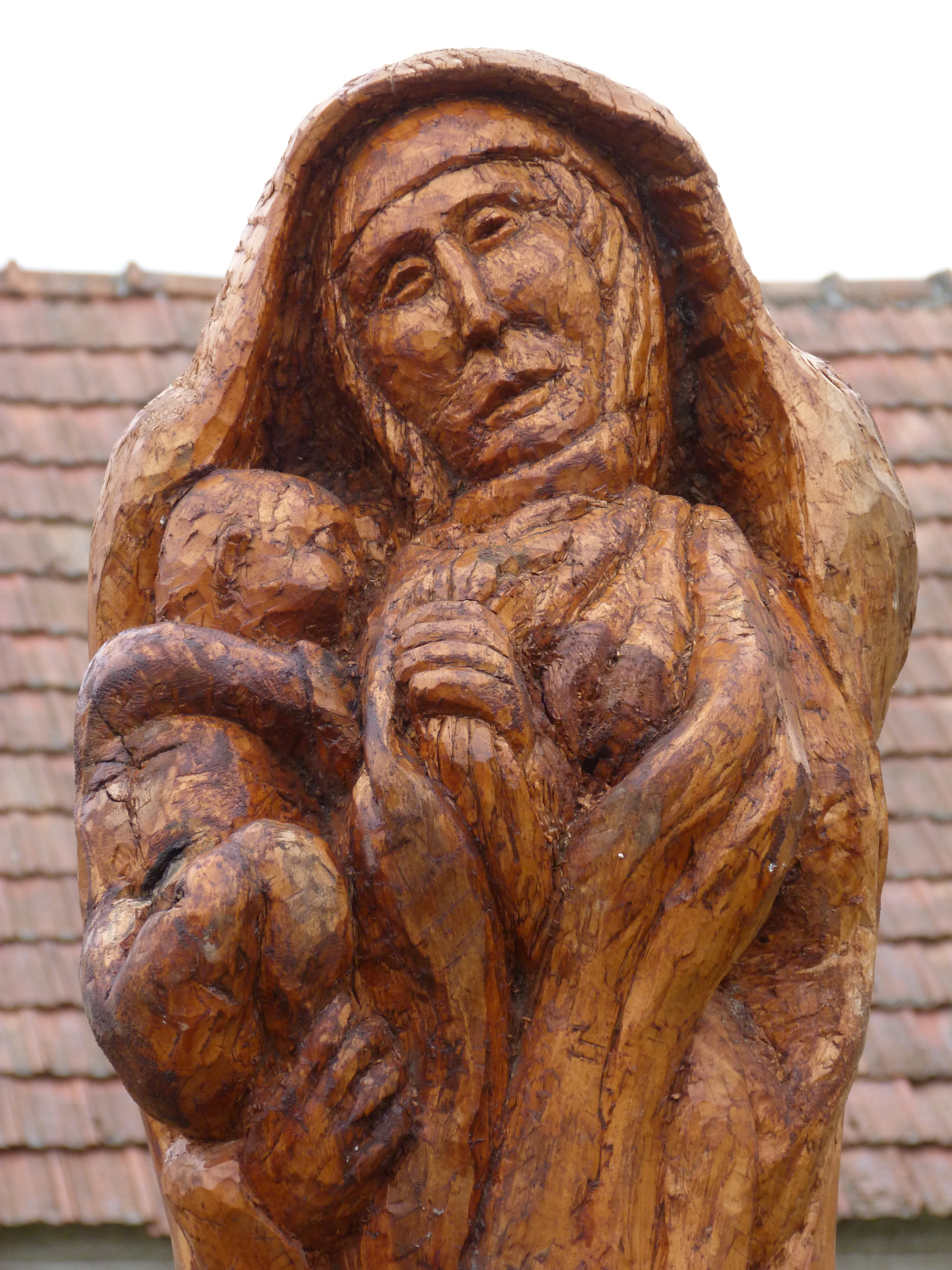
Статуя Мадонни

## Сполучення
У Добі перетинаються сільські дороги № 84104 та № 84106. Головна дорога № 8 (= Європейський маршрут 66 ) пролягає на південь, приблизно за п'ять кілометрів. Найближча залізнична станція знаходиться за шість кілометрів на південь у Шомловашаргеї .

## Українські пов'язання
Від кінця 1943 р. в ОУН і УПА існувала домовленість з угорськими військовими про співпрацю щодо створення за зразком УПА угорського повстанського руху для боротьби з більшовиками. При головному командуванні угорської армії перебував зв'язковий від УПА Андрій Кисіль-Дольницький «Немо». Восени 1944 року угорський Генеральний штаб дав Дольницькому запит про надання інструкторів для вишколу майбутніх угорських партизанів. На заході Угорщини, біля м. Папа, було створено вишкільний табір цього формування, що мало називатися «Копіяші». Група старшин-вишкільників з УПА була розміщена в с. Доба за 10 км від м. Папа. Також цей пункт став транзитним для членів ЗП УГВР і деяких українських утікачів. На початку березня 1945 року Микола Лебедь, Іван Гриньох, Іван Бутковський, Олександр Даниленко та Іван Багряний перебралися до Угорщини. Саме в таборі в с. Доба й осіли Микола Лебедь із соратниками. Там Багряний викладав протидію методам радянської пропаганди майбутнім партизанам-парашутистам. Подробиці тамтешнього побуту І. Багряного запам'ятав А. Дольницький: «Недалеко від Доби лежав маленьких хуторець, де вишколювалися парашутисти, призначені в Україну. В тому хуторі був М. Лебідь, якщо добре пригадую, полк. Ю. Лопатинський, п-пк. «І. Гуцул» [І. Бутковський], Славко Струтинський, з яким перед тим я дуже часто зустрічався в Карпатах, і ще понад десяток підстаршин, що вправлялися в парашутному ділі і праці з вибуховими матеріалами. Багряний також мав з ними розмови на політичні теми».

## Вебпосилання
- Офіційний веб-сайт
- Doba in A Pallas nagy lexikona (угорська)
- Doba мовою : Magyarország helységnévtára (угорська)